# گاما مثلث جنوبی
گاما مثلث جنوبی یک ستاره است که در صورت فلکی مثلث جنوبی قرار دارد.